# Investigador posdoctoral

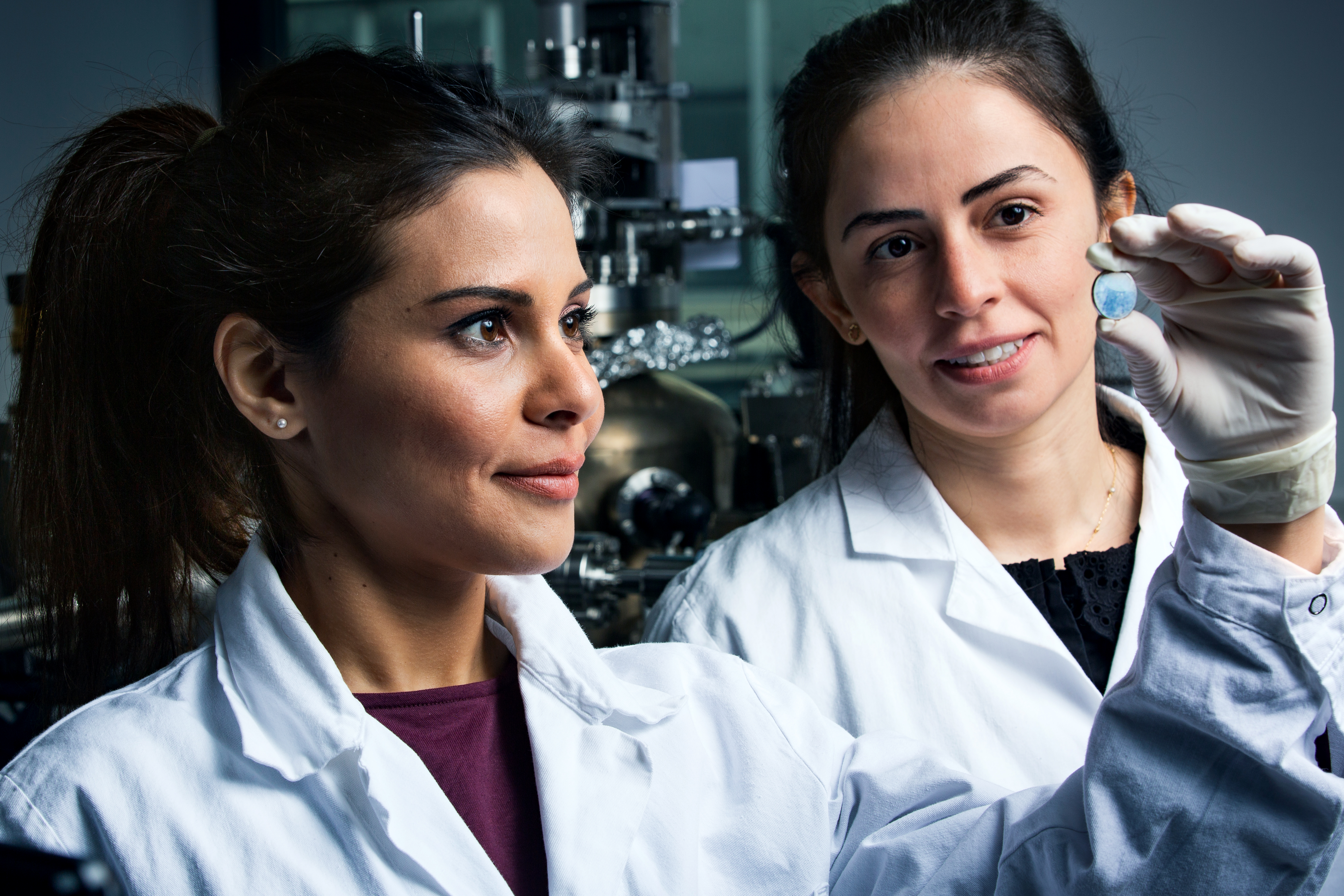
Investigadoras postdoctorales del Laboratorio de Física de Interfaces y Películas Delgadas, una Unidad mixta de investigación del CNRS

Un investigador posdoctoral, becario posdoctoral, o simplemente posdoctor (a menudo abreviado mediante el anglicismo «postdoc»), es una persona que realiza investigación profesionalmente tras haber finalizado sus estudios de doctorado (conocido en países anglosajones como PhD). Los posdoctores suelen contar con, aunque no siempre, un nombramiento académico temporal, a veces como preparación para un puesto de profesorado académico. Según datos de la Fundación Nacional de Ciencias de EE. UU., el número de doctores en ciencias biológicas que logran una carrera permanente ha disminuido gradualmente en las últimas décadas desde más del 50% en la década de 1970 a niveles contemporáneos del 20%. Continúan sus estudios o realizan investigaciones y aumentan aún más su experiencia en un tema especializado, incluida la integración en un equipo y la adquisición de nuevas habilidades y métodos de investigación. La investigación posdoctoral a menudo se considera esencial para fomentar la misión académica de la institución anfitriona, ya que se espera que produzca publicaciones relevantes en conferencias o revistas académicas revisadas por pares. En algunos países, la investigación posdoctoral puede proporcionar mayores calificaciones o certificaciones formales, mientras que en otros no es así.
La investigación posdoctoral puede financiarse mediante un nombramiento con salario o un nombramiento con estipendio o premio de patrocinio. Los nombramientos para dicho puesto de investigación pueden denominarse becario de investigación posdoctoral, asociado de investigación postdoctoral o asistente de investigación postdoctoral. Los investigadores posdoctorales suelen trabajar bajo la supervisión de un investigador principal. En muchos países de habla inglesa, a los investigadores posdoctorales se los conoce coloquialmente como «postdocs».

## Seguridad laboral en el mundo académico
Debido a la naturaleza de su trabajo en algunas disciplinas, y a un exceso de oferta de estudiantes de doctorado graduados en muchos ámbitos, algunos investigadores posdoctorales de ciertos países se enfrentan a un futuro incierto en el mundo académico,  y una gran parte de ellos no obtendrá titularidad o un codiciado puesto docente en la disciplina de investigación elegida.
En 2018, se realizó un estudio sobre el tema en colaboración entre Virginia Tech y el MIT. Los autores de este estudio descubrieron que tan solo alrededor del 17% de los investigadores posdoctorales finalmente consiguen puestos de titularidad. En la década de 1970, el número de doctores en ciencias biológicas era del 50%, lo que demuestra cómo esa generación se hallaba ante un mercado laboral significativamente diferente.

## Europa

### Reino Unido
En el Reino Unido, en 2003, el 25% de los doctorados en ciencias naturales continuaron realizando investigaciones posdoctorales. Desde la histórica sentencia del tribunal laboral (Escocia) en el caso Ball vs Aberdeen University de 2008 (S/101486/08), los investigadores que han mantenido sucesivos contratos de duración determinada por cuatro años de servicio ya no son empleados temporales, sino que tienen derecho a contratos indefinidos.

## Norteamérica

### Estados Unidos
En EE. UU., un becario posdoctoral es una persona que posee un título de doctorado y que participa en una investigación tutelada o en capacitación académica con el fin de adquirir las habilidades profesionales necesarias para avanzar en la carrera profesional de su elección.  Los investigadores posdoctorales desempeñan una función importante en la actividad investigación posdoctoral de Estados Unidos. El salario medio de los investigadores posdoctorales tras 1–5 años desde haber recibido su doctorado es de unos 42.000 dólares, un 44% menos que la media de 75.000 dólares para puestos permanentes. La Asociación Nacional Postdoctoral (NPA) y la Asociación Postdoctoral de Boston (BPDA) son organizaciones sin fines de lucro que abogan por los académicos posdoctorales en los Estados Unidos.
Es posible que se requiera investigación posdoctoral para obtener un puesto docente permanente, especialmente en instituciones orientadas a la investigación. Las etapas posdoctorales que tradicionalmente eran opcionales se han vuelto obligatorias en algunas disciplinas a medida que el nivel de competencia por puestos permanentes en el mundo académico ha aumentado significativamente con respecto a las décadas anteriores. De hecho, la pequeña oferta de puestos profesionales en el mundo académico en comparación con el creciente número de investigadores posdoctorales hace que sea complicado encontrar puestos permanentes. En 2008, la proporción de investigadores posdoctorales que lograron obtener un puesto indefinido o permanente dentro de los cinco años posteriores a haber finalizado su doctorado fue de aproximadamente un 39%; casi el 10% de los investigadores posdoctorales tenían más de 40 años en 2003.
Por otro lado, es probable que el 85% de los egresados de un doctorado en ingeniería se dediquen inicialmente al sector empresarial o industrial. Dadas las circunstancias, proporcionar a los estudiantes de doctorado y a los investigadores posdoctorales las habilidades necesarias para puestos no académicos se ha convertido en una de las prioridades de las escuelas e instituciones de posgrado. La Ley America COMPETES reconoció la importancia del apoyo a los estudiantes de posgrado para obtener las habilidades necesarias cuando siguen carreras no académicas, y requirió que la Fundación Nacional de Ciencias (NSF) aumentara o disminuyera la financiación para los programas de Prácticas de Investigación y Educación de Posgrado (IGERT) en al menos al mismo ritmo que aumentaba o disminuía la financiación de las becas de investigación de posgrado. No existen datos completos sobre los investigadores posdoctorales internacionales en EE. UU., debido a que la encuesta está poco organizada y a la dificultad para contar con investigadores posdoctorales internacionales. La proporción de investigadores posdoctorales con visas temporales alcanzó el 53,6% en 2010. La disciplina de las ciencias biológicas la que presenta el mayor porcentaje de investigadores posdoctorales con visas temporales; en 2008, aproximadamente el 56% de los investigadores posdoctorales en ciencias biológicas eran residentes temporales. De estos investigadores posdoctorales con visas temporales, cuatro de cada cinco obtuvieron su doctorado fuera de Estados Unidos. Existe el temor de que doctores extranjeros ocupen puestos de investigación posdoctoral de investigadores estadounidenses. La afluencia de doctores extranjeros ha influido en la oferta de investigadores preparados y, por tanto, en los salarios. Se estima que un aumento del 10% en la oferta de investigadores posdoctorales extranjeros reduce el salario del puesto entre un 3 y un 4%.
En EE. UU., las ciencias biológicas cuentan con una participación mayor que en otras disciplinas, debido a una mayor financiación federal para las áreas de ciencias médicas y biológicas desde mediados de 1990. Una encuesta muestra que el 54% de los investigadores posdoctorales se especializan en ciencias biológicas, mientras que los que se especializan en ciencias físicas, matemáticas e ingeniería suponen el 28%.
En 2010, los investigadores posdoctorales de California formaron un sindicato, UAW Local 5810, con el fin de garantizar mejores condiciones laborales, como el derecho a presentar una denuncia por presunta discriminación o acoso sexual mediante un procedimiento de queja formal. En California, los nuevos investigadores posdoctorales reciben al menos el salario mínimo posdoctoral (de  50.004$ al año en 2019) y muchos de ellos perciben aumentos salariales anuales del 5% al 7% o más de acuerdo con los Premios al Servicio Nacional de Investigación Ruth L. Kirschstein (NRSA) de los NIH.

### Canadá
Los nombramientos remunerados para la investigación posdoctoral varían entre CAD $25000 y $70000 dependiendo del campo de investigación, fuente de financiamiento e institución de investigación.[cita requerida]

## Sudámerica

### Brasil
En Brasil, la Universidad de São Paulo tiene programas de posdoctorado bajo la supervisión de un investigador experimentado. Duran 960 horas académicas.

### Perú
El doctor Ivan Vivanco señaló que en la Universidad Nacional Mayor de San Marcos, "los estudiantes se certifican con un artículo de investigación de alto impacto bajo la tutoría de un docente investigador de amplia experiencia. Dicho artículo será reproducido en revistas indexadas, o libros promovidos por las universidades que cuentan con el juicio académico de pares ciegos internacionales, quienes dan validez a tales textos o artículos".
Por otro lado, para participar en un posdoctorado en la Pontificia Universidad Católica del Perú debe contar con una invitación de un profesor de la Escuela de Posgrado.  La estancia deberá durar como mínimo dos meses y un año como máximo.  El interesado en realizar una estancia posdoctoral en la EP deberá haber obtenido el grado de doctor hasta cinco años antes del momento de la invitación. El posdoctorando deberá participar como expositor en por lo menos una sesión de seminario de posgrado por cada semestre que dure su estancia. Al final de la estancia, el profesor que hizo la invitación deberá presentar un informe al Decano de la Escuela de Posgrado en el que se detallen los resultados de la estancia de investigación posdoctoral, con énfasis en las publicaciones que resultarán de la investigación.

## China
El sistema posdoctoral en China se fundó en 1985 por sugerencia del físico estadounidense de origen chino y premio Nobel Tsung-Dao Lee. La Oficina del Comité Administrativo Nacional de Investigadores Posdoctorales (en chino simplificado, 全国博士后管理委员会办公室) regula todas las estaciones móviles posdoctorales (en chino simplificado, 博士后科研流动站) en universidades y estaciones de trabajo posdoctorales (en chino simplificado, 博士后科研工作站) en institutos y empresas de China continental. Los solicitantes de puestos posdoctorales deben pasar un examen médico detallado para poder acceder a los puestos (en chino simplificado, 进站). Los investigadores posdoctorales deben someterse a evaluaciones periódicas y presentar un informe de investigación para su evaluación al final del período posdoctoral para obtener la aprobación para abandonar los puestos(en chino, 出站). Aquellos que sean aprobados para abandonar los puestos, recibirán un certificado posdoctoral de la oficina de la administración nacional. En algunas universidades, los investigadores posdoctorales que no abandonan sus puestos con normalidad, ya sea por no haber aprobado sus evaluaciones o por retirarse anticipadamente de los puestos (en chino, 退站), se les puede pedir que devuelvan las subvenciones o incluso los salarios que hayan percibido. Debido a la forma en que se gestiona el sistema posdoctoral, en China la investigación posdoctoral se confunde ampliamente con un título académico. La administración gubernamental del sistema posdoctoral ha sido criticada por obstaculizar la investigación innovadora, ya que se dedica demasiado esfuerzo a las evaluaciones y existen un énfasis excesivo en el desempeño que impide la creación de un entorno de investigación agradable.